# Special Forces (Alice-Cooper-Album)
Special Forces ist das 1981 veröffentlichte sechste Studioalbum des US-amerikanischen Hard-Rocksängers Alice Cooper.

## Produktion
Das Album wurde im Studio American Recording Co., Studio City, Los Angeles mit Produzent Richard Podolor aufgenommen, der zuvor mit Three Dog Night gearbeitet hatte. Dabei wurde auch ein Cover der Band Love, Seven and Seven Is, eingespielt. Diesen Song spielte er auch bei einem Auftritt im US-Fernsehen in der The Tomorrow Show mit Tom Snyder, wo er in einer Mischung aus militärischem und Drag-Queen-Outfit auftrat. Cooper begab sich auf Touren für Special Forces durch die USA, Kanada, Frankreich, Spanien und das Vereinigte Königreich. Das französische Fernsehen nahm im Januar 1982 ein Fernsehspecial, Alice Cooper a Paris, mit ihm auf.

## Titelliste
| No. | Titel                             | Autoren                                                              | Länge |
| --- | --------------------------------- | -------------------------------------------------------------------- | ----- |
| 1.  | "Who Do You Think We Are"         | - Alice Cooper - Duane Hitchings                                     | 4:21  |
| 2.  | "Seven and Seven Is"              | Arthur Lee                                                           | 2:41  |
| 3.  | "Prettiest Cop on the Block"      | - Cooper - Davey Johnstone - Fred Mandel                             | 3:13  |
| 4.  | "Don't Talk Old to Me"            | - Cooper - Johnstone - Mandel                                        | 2:54  |
| 5.  | "Generation Landslide '81" (live) | - Cooper - Glen Buxton - Michael Bruce - Dennis Dunaway - Neal Smith | 3:50  |

| No.          | Titel                     | Autoren                                                        | Length |
| ------------ | ------------------------- | -------------------------------------------------------------- | ------ |
| 6.           | "Skeletons in the Closet" | - Cooper - Hitchings                                           | 3:42   |
| 7.           | "You Want It, You Got It" | - Cooper - Erik Scott - Craig Krampf - Billy Steele - Eric Kaz | 3:15   |
| 8.           | "You Look Good in Rags"   | - Cooper - Hitchings                                           | 3:35   |
| 9.           | "You're a Movie"          | - Cooper - Hitchings                                           | 3:37   |
| 10.          | "Vicious Rumours"         | - Cooper - Hitchings - Scott - Mike Pinera                     | 3:43   |
| Gesamtlänge: | Gesamtlänge:              | Gesamtlänge:                                                   | 34:51  |

## Mitwirkende
- Alice Cooper – Gesang
- Duane Hitchings – Keyboard
- Danny Johnson – Gitarre
- Craig Krampf – Schlagzeug
- Mike Pinera – Gitarre
- Erik Scott – Bassgitarre

## Rezeption

### Rezensionen
Greg Prato von AllMusic schrieb: "1981's Special Forces was Cooper's most stripped-down and straightforward since his classic early-'70s work. But without the original Cooper band to back him up and help out with the songwriting, it's an intriguing yet sometimes uneven set." Er vergab drei von fünf Sternen.

### Charts und Chartplatzierungen
| ChartsChartplatzierungen       | Höchstplatzierung | Wochen |
| ------------------------------ | ----------------- | ------ |
| Vereinigtes Königreich (OCC)   | 96 (1 Wo.)        | 1      |
| Vereinigte Staaten (Billboard) | 125 (5 Wo.)       | 5      |